# بيتر هارغريفز
بيتر كيندال هارغرفيس (بالإنجليزية: Peter Kendal Hargreaves)‏ هو رجل أعمال ملياردير بريطاني ولد في يوم 5 أكتوبر 1946 في بلدة كليذرو في إنجلترا، أسس مع ستيفن لانسداون شركة هارغرفيس لانسداون للخدمات المالية وألتي أصبحت أكبر شركات الخدمات المالية في بريطانيا، حالياً هو مساهم فيها، لكنه لم يعد مديرها أو موظف فيها، هو شريك أيضاً في شركة بلو ويل كابيتال الخاصة بسلسلة محلات الملابس منذ سنة 2017. تبلغ ثروته 2.39 مليار جنيه إسترليني. بيتر هارغرفيس كان أحد داعمي حملة انسحاب المملكة المتحدة من الاتحاد الأوروبي.